# Alligator Records
La Alligator Records è un'etichetta discografica indipendente americana di blues con sede a Chicago, fondata da Bruce Iglauer nel 1971. Iglauer è stato anche uno dei fondatori della rivista Living Blues a Chicago nel 1970.

## Storia
Iglauer fondò l'etichetta con i propri risparmi per registrare e produrre la sua band preferita Hound Dog Taylor e gli HouseRockers, che il suo principale, Bob Koester della Delmark Records, rifiutava di registrare. Nove mesi dopo l'uscita del primo album smise di lavorare alla Delmark Records per concentrarsi completamente sulla band e sulla sua etichetta. Furono realizzate solo 1 000 copie dell'album di debutto di Taylor, mentre anche Iglauer entrò nella direzione del gruppo. Altre prime pubblicazioni della neonata etichetta comprendevano registrazioni di Big Walter Horton con Carey Bell e Fenton Robinson. Nel 1976 I Got What It Takes di Koko Taylor fu nominato per un Grammy Award e presto Albert Collins firmò per l'etichetta. Iglauer è stato principalmente il produttore esecutivo dell'etichetta.
Nel 1982 l'etichetta vinse il suo primo Grammy Award per l'album I'm Here, di Clifton Chenier. Il secondo Grammy venne nel 1985 per Showdown! di Albert Collins, Johnny Copeland e Robert Cray. Nel 1991 fu pubblicata un'antologia per il 20º anniversario.
Dalla sua fondazione Alligator Records ha pubblicato oltre 250 album blues e blues rock, oltre a una serie reggae ormai defunta. Tra gli artisti della Alligator presenti e passati figurano Lonnie Mack, Marcia Ball, Koko Taylor, Lonnie Brooks, Lil' Ed & The Blues Imperials, Eddy Clearwater, Sam Lay, Smokin' Joe Kubek, Roomful of Blues, Eric Lindell, JJ Grey & MOFRO, Lee Rocker, Cephas & Wiggins e Michael Burks. Più di recente, i veterani Charlie Musselwhite e James Cotton hanno firmato nuovamente per l'etichetta.
Alligator ha celebrato il suo 40º anniversario nel 2011 ed ha constatato di aver ottenuto un profitto per l'anno precedente.

## Artisti
- Marcia Ball
- Selwyn Birchwood
- Elvin Bishop[7]
- Toronzo Cannon
- Tommy Castro[4]
- Eddy "The Chief" Clearwater
- Shemekia Copeland
- James Cotton
- Jesse Dee
- Rick Estrin & The Nightcats
- Guitar Shorty
- The Holmes Brothers
- The Kentucky Headhunters
- Lil' Ed and The Blues Imperials
- Moreland & Arbuckle
- Anders Osborne
- Roomful of Blues
- Curtis Salgado
- Jarekus Singleton
- Joe Louis Walker

## Artisti del passato
- Gaye Adegbalola
- Luther Allison[4]
- Carey Bell[5]
- Billy Boy Arnold
- Big Twist & The Mellow Fellows
- Lonnie Brooks[5]
- Clarence "Gatemouth" Brown
- Roy Buchanan[5]
- Michael Burks
- Cephas & Wiggins
- Little Charlie & the Nightcats
- Clifton Chenier[5]
- William Clarke
- Albert Collins[5]
- Johnny Copeland[5]
- Robert Cray[5]
- Tinsley Ellis[8]
- JJ Grey & Mofro
- Buddy Guy
- Corey Harris
- Joe Higgs
- Dave Hole
- Big Walter Horton[5]
- Long John Hunter
- Bnois King
- Smokin' Joe Kubek
- Sam Lay
- Lazy Lester
- Eric Lindell
- Lonnie Mack[5]
- Janiva Magness
- Charlie Musselwhite
- Kenny Neal[5]
- Professor Longhair[5]
- Fenton Robinson[4]
- Otis Rush
- Saffire--The Uppity Blues Women
- Son Seals[9]
- The Siegel-Schwall Band
- Hound Dog Taylor[4]
- Koko Taylor[5]
- Sonny Terry
- Rufus Thomas
- Maurice John Vaughan[5]
- Johnny Winter[4]